# Музеї Бутана
Музеї Бутана демонструють багаті традиції, історію, культуру та  мистецтво королевства.
| Назва                      | Зображення | Місто   | Засновано | Юрисдикція                                      | Координати                                                            | Примітки |
| -------------------------- | ---------- | ------- | --------- | ----------------------------------------------- | --------------------------------------------------------------------- | -------- |
| Бутанський музей текстилю  | -          | Тхімпху | 2001      | Міністерство внутрішніх справ і культури Бутана | 27°28′00″ пн. ш. 89°38′30″ сх. д. / 27.4666° пн. ш. 89.6417° сх. д.   | [ 1 ]    |
| Музей фольклорної спадщини |            | Тхімпху | 2001      | Міністерство внутрішніх справ і культури Бутана |                                                                       | [ 2 ]    |
| Національний музей Бутана  |            | Паро    | 1968      | Міністерство внутрішніх справ і культури Бутана | 27°25′43″ пн. ш. 89°25′32″ сх. д. / 27.42873° пн. ш. 89.42556° сх. д. | [ 3 ]    |
| Інститут народної медицини | -          | Тхімпху | 1968      |                                                 | 27°28′57″ пн. ш. 89°37′56″ сх. д. / 27.48250° пн. ш. 89.63222° сх. д. | [ 4 ]    |
| Та-дзонг                   |            | Тронгса | 2008      | Міністерство внутрішніх справ і культури Бутана |                                                                       | [ 5 ]    |

### Ресурси Інтернету
- Вікісховище має мультимедійні дані за темою: Музеї Бутана